# Jean Forbes-Robertson
Jean Forbes-Robertson (Londres, 16 de març de 1905-ibídem, 24 de desembre de 1962) va ser una actriu teatral britànica.
Procedent d'una família del teatre, el seu pare era Johnston Forbes-Robertson. Va estudiar en Heathfield i en 1921 va fer la seva primera aparició a escena amb la companyia de la seva mare, la nord-americana Gertrude Elliott, actuant en Durban (Sud-àfrica).
Tras una gira por la Commonwealth (1922-1924), debutà en Londres en març de 1925, dins el paper de Catalina Westcourt en Dancing Mothers. En 1926 Theodore Komisarjevsky la contrató per al paper de Sònia en l'obra de Txékhov L'oncle Vània. En aquest rol va tenir un gran èxit.
No obstant això la seva consagració arribaria en el paper de Peter Pan, en el qual crítica i públic van destacar la seva dolçor i el seu temperament dramàtic. L'autor, James Barrie, li va concedir l'oportunitat de representar aquest paper tantes voltes com desitgés, i va arribar a fer-ho vuit temporades consecutives.
També es vaz distingir com a intèrpret de Shakespeare. Va representar els papers de Jessica, Julieta, Puck i Viola.
Altres actuacions destacades van ser Tessa en La nimfa constant, Helen Pettigrew a la plaça de Berkeley, Hedda Gabler, Rebecca West, i Kay en l'obra de J.B. Priestley, El temps dels Conway.
Encara que va disminuir molt la seva activitat a partir de 1946, va participar en el Festival Pitlochry de 1952.
A més de teatre, va intervenir en cinema, en les pel·lícules The Brontes i Quality Street, ambdues de 1947. En televisió va participar en BBC Sunday-Night Theatre (1950).